# Propyl acetat
Propyl acetat là một hợp chất hóa học được sử dụng làm dung môi và đồng thời cũng là một este, thuộc loại este. Nó là dẫn xuất của axit carboxylic và alcohol đơn chức, trong đó nguyên tử cacbon từ nhóm carbonyl được giữ lại với một phần alkyl hoặc aryl qua một nguyên tử oxy (tạo thành một nhóm este). Propyl acetat có công thức là C5H10O2, khối lượng phân tử là 102,1332 g/mol, mật độ 888 kg/m³, nhiệt độ nóng chảy là −95 °C và nhiệt độ sôi là 102 °C.

## Tính chất vật lý
Propyl acetat là một chất lỏng trong suốt, không màu, rất dễ cháy, mật độ ít dày đặc hơn nước, hơi của nó nặng hơn không khí. Nó hòa tan rất nhiều trong tất cả các dung môi hữu cơ thông thường (rượu, xeton, glycol, este) nhưng chỉ hòa tan nhẹ trong nước.
Propyl acetat được biết đến bởi nó là mùi đặc trưng của quả lê, ngoài ra nó còn được tìm thấy trong táo và có mùi nhẹ trong một số loại trái cây khác.
Nó thể phản ứng với các chất oxy hóa và có thể tạo thành các hỗn hợp nổ với không khí. Nó không phản ứng với các tác nhân oxy hóa mạnh, axit, base.

## Ứng dụng
Propyl acetat được sử dụng trong việc tạo mùi hương trong nước hoa và làm phụ gia hương vị. Nó cũng là một dung môi trong ngành công nghiệp sơn và in mực. Propyl acetat đồng thời cũng là một dung môi tốt cho cellulose trinitrat, acrylat, nhựa alkyd, nhựa thông, chất làm dẻo, sáp, dầu và chất béo.

## Điều chế
Propyl acetat được hình thành bằng cách este hóa acid acetic và 1-propanol (thường gọi là phản ứng ngưng tụ), thông thường là qua este hóa Fischer-Speier, với axit sulfuric làm chất xúc tác và nước là một sản phẩm thu được từ phản ứng.

## Sự độc hại
Propyl acetat khi tiếp xúc với da và mắt không gây thương tích nghiêm trọng nhưng nồng độ hơi cao sẽ gây khó chịu và buồn nôn, nôn mửa, chóng mặt, và thậm chí làm mất ý thức. Vì rất dễ cháy nên propyl acetat sẽ dễ dàng bốc cháy bằng lửa, tia lửa hay ngọn lửa. Hơi có thể tạo thành hỗn hợp nổ với không khí. Hơi có thể đi đến nguồn đánh lửa và tạo ra hỏa hoạn. Chúng sẽ lan dọc theo mặt đất và lan truyền ở các khu vực thấp hoặc hạn chế (cống rãnh, tầng hầm, bể chứa). Khi nổ nó rất nguy hiểm, đặc biệt là ở trong nhà, ngoài trời hoặc trong hệ thống cống rãnh. Thùng chứa propyl acetat có thể phát nổ khi đun nóng.